# Bernard Bogedain
Bernard Jakub Bogedain, właśc. Bernhard Bogedain (ur. 11 września 1810 we Wróblinie, zm. 17 września 1860 w Pszczynie) – duchowny rzymskokatolicki, biskup pomocniczy wrocławski w latach 1858–1860.

## Życiorys
Wychowywał się w Obrze w klasztorze cystersów, później studiował we Wrocławiu, a następnie w Poznaniu. Święcenia kapłańskie przyjął w 1834 w Poznaniu lub 22 czerwca 1835 w Gnieźnie. W Grodzisku Wielkopolskim był wikariuszem, w Bydgoszczy, Poznaniu i Paradyżu – katechetą. Był przyjacielem Karola Miarki; choć pochodził z rodziny niemieckiej był zwolennikiem utrzymania języka polskiego w pracy duszpasterskiej na Śląsku. Był Głównym Inspektorem Szkolnictwa na Górnym Śląsku i radcą rejencyjnym w Opolu (od 1848), nauczał po polsku i niemiecku, interesował się muzyką polską, wydał śpiewnik kościelny.
21 grudnia 1857 został mianowany biskupem pomocniczym diecezji wrocławskiej i biskupem tytularnym Hebronu. Sakrę biskupią przyjął 9 maja 1858.
Podczas wizytacji biskupiej w Pszczynie zachorował i tutaj zmarł. Jest pochowany na starym cmentarzu św. Jadwigi w Pszczynie. Na jego nagrobku napis: „Obrońcy polskości na Śląsku Nauczycielstwo Inspektoratu Pszczyna I”.
We wrocławskim osiedlu Tarnogaj jego imieniem nazwano po II wojnie światowej jedną z ulic (dawniej Bernhardinstraße). Jest też patronem ulic w Katowicach, Chorzowie oraz Pszczynie.